# Tajemniczy świat Arrietty
Tajemniczy świat Arrietty (jap. 借りぐらしのアリエッティ Karigurashi no Arrietty) – pełnometrażowy film anime z 2010 roku, wyprodukowany przez Studio Ghibli. Reżyserem był debiutujący w tej roli Hiromasa Yonebayashi, zaś scenariusz napisali Hayao Miyazaki i Keiko Niwa, opierając się na wydanej w 1952 roku powieści Pożyczalscy autorstwa brytyjskiej pisarki Mary Norton. Akcja została jednak przeniesiona z Anglii do Japonii. 
Film otrzymał Nagrodę Japońskiej Akademii Filmowej za rok 2010 w kategorii najlepszy film animowany. Był także najbardziej dochodowym japońskim filmem 2010 roku pod względem wpływów z wyświetlania w rodzimych kinach.

## Opis fabuły
Shou jest kilkunastoletnim chłopcem, który od urodzenia ciężko choruje na serce i ma wkrótce przejść operację będącą ostatnią szansą na uratowanie jego życia. Jego rodzice rozstali się, a matka pracuje za granicą. Aby chłopiec spokojnie odpoczął przed zabiegiem, jego ciotka (siostra babci) zabiera go do swojego otoczonego zielenią domu na przedmieściach. Tam pozostaje pod opieką niemłodej już gosposi Haru. Shou szybko odkrywa, że w domu mieszkają maleńcy ludzie, którzy utrzymują się podkradając (choć sami nazywają to „pożyczaniem”) różne drobiazgi z domu, takie jak pojedyncze kostki cukru, szpilki czy chusteczki higieniczne. Mali ludzie panicznie boją się tych dużych i starają się żyć w maksymalnej izolacji. Mimo to Shou udaje się nawiązać kontakt ze swoją rówieśniczką z rodziny małych ludzi, imieniem Arrietty. 

## Obsada
- Mirai Shida – Arrietty
- Ryūnosuke Kamiki – Shou
- Shinobu Ōtake – mama Arrietty
- Keiko Takeshita – ciocia Shō
- Tatsuya Fujiwara – Spiller
- Tomokazu Miura – ojciec Arrietty
- Kirin Kiki – Haru

## Dystrybucja
Japońska premiera filmu miała miejsce 17 lipca 2010 roku. Zrealizowano dwie angielskie wersje językowe – przeznaczoną na rynek brytyjski (Arrietty, premiera 29 lipca 2011) oraz amerykański i kanadyjski (The Secret World of Arrietty, premiera 21 stycznia 2012). Podobnie jak poprzedni film Studia Ghibli, Ponyo, w Polsce zostanie wydany na DVD z pominięciem dystrybucji kinowej.